# Parent-Lacroix
Parent et Lacroix war ein französischer Hersteller von Automobilen.

## Unternehmensgeschichte
Das Unternehmen aus Villefranche-sur-Saône begann 1900 (nach anderen Angaben etwa 1899 oder etwa 1901) mit der Produktion von Automobilen. Konstrukteur war Petrus Lacroix. Der Markenname lautete Parent-Lacroix. Etwa 1903 endete die Produktion. Insgesamt entstanden nur wenige Exemplare.